# Dżalajirydzi
Dżalajirydzi – dynastia pochodzenia mongolskiego, rządząca w latach 1335-1432 na terytorium dzisiejszego Iraku oraz północno-zachodniego Iranu.
Dżalajirydzi wywodzili się z mongolskiego plemienia Dżałair, od którego wzięli swoją nazwę. Ich przodek, Ilka Nojon, miał przybyć na teren Bliskiego Wschodu wraz z armią Hulagu. Jego prawnuk, Hasan-e Bozorg (1335–1356), był jednym z najbardziej wpływowych możnych w końcowym okresie panowania Ilchanidów. Wraz z końcem tej dynastii udało mu się opanować teren dzisiejszego Iraku ze stolicą w Bagdadzie. Jego synem i następcą był Szejch Owajs (1356–1374), który jako pierwszy przybrał tytuł sułtana. Udało mu się opanować Azerbejdżan oraz szereg miast północno-zachodniego Iranu i za jego panowania dynastia osiągnęła apogeum swojej świetności. Po śmierci Szejcha Owajsa ród pogrążył się w walkach wewnętrznych pomiędzy jego synami. Ostatecznie zwyciężył w nich Soltan Ahmad (1382–1394, 1401–1410), jednak jego pozycja była zagrożona przez najazdy Kara Kojunlu, Tochtamysza (1380–1395) i Timura (1370–1405). Timur podbił Azerbejdżan, a w roku 1394 i 1401 (ponownie) zdobył także Bagdad. Soltan Ahmad uciekł do Osmanów, a następnie do Mameluków, by wrócić po śmierci Timura i odbić Bagdad. Wkrótce udało mu się zdobyć także Tebriz, jednak ostatecznie zginął w walce z Kara Kojunlu w roku 1410. Ci ostatni w roku 1412 zajęli także Bagdad i od tej pory Dżalajirydzi panowali tylko w dolnym Iraku, dopóki ich państwo nie zostało ostatecznie podbite przez Kara Kojunlu w roku 1432.
Dżalajirydzi starali się kontynuować tradycje Ilchanidów, a ich dynastia miała charakter perski. Objawiło się to szczególnie w patronacie jaki roztoczyli oni nad perskim malarstwem miniaturowym, co zaowocowało powstaniem pod ich panowaniem tzw. Szkoły Bagdadzkiej malarstwa.

## Władcy dżalajirydzcy
- Hasan-e Bozorg (1335–1356)
- Szejch Owajs (1356–1374)
- Hasan-e Szejch Owajs (1374)
- Hosejn-e Szejch Owajs (1374–1382)
- Soltan Bajazid (1382–1384)
- Soltan Ahmad (1382–1394 i 1401–1410)
- Szah Walad (1410–1411)
- Soltan Mahmud (1411 i 1421–1425)
- Soltan Owajs (1411–1421)
- Soltan Mohammad (1421)
- Hosejn-e Azod-ad-Doule (1425–1432)

## Galeria

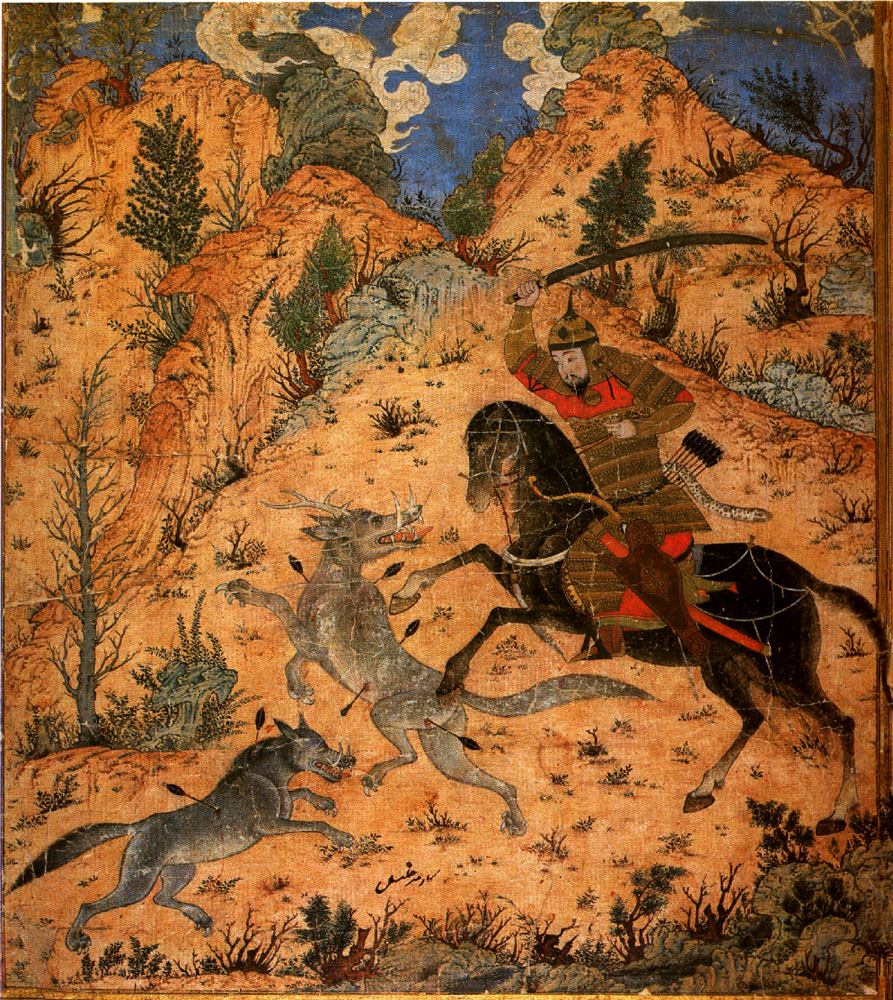
Esfandijar walczy z wilkami. Miniatura z Szahname sporządzonej dla Szejcha Owajsa (1356–1374). Biblioteka Pałacu Topkapı
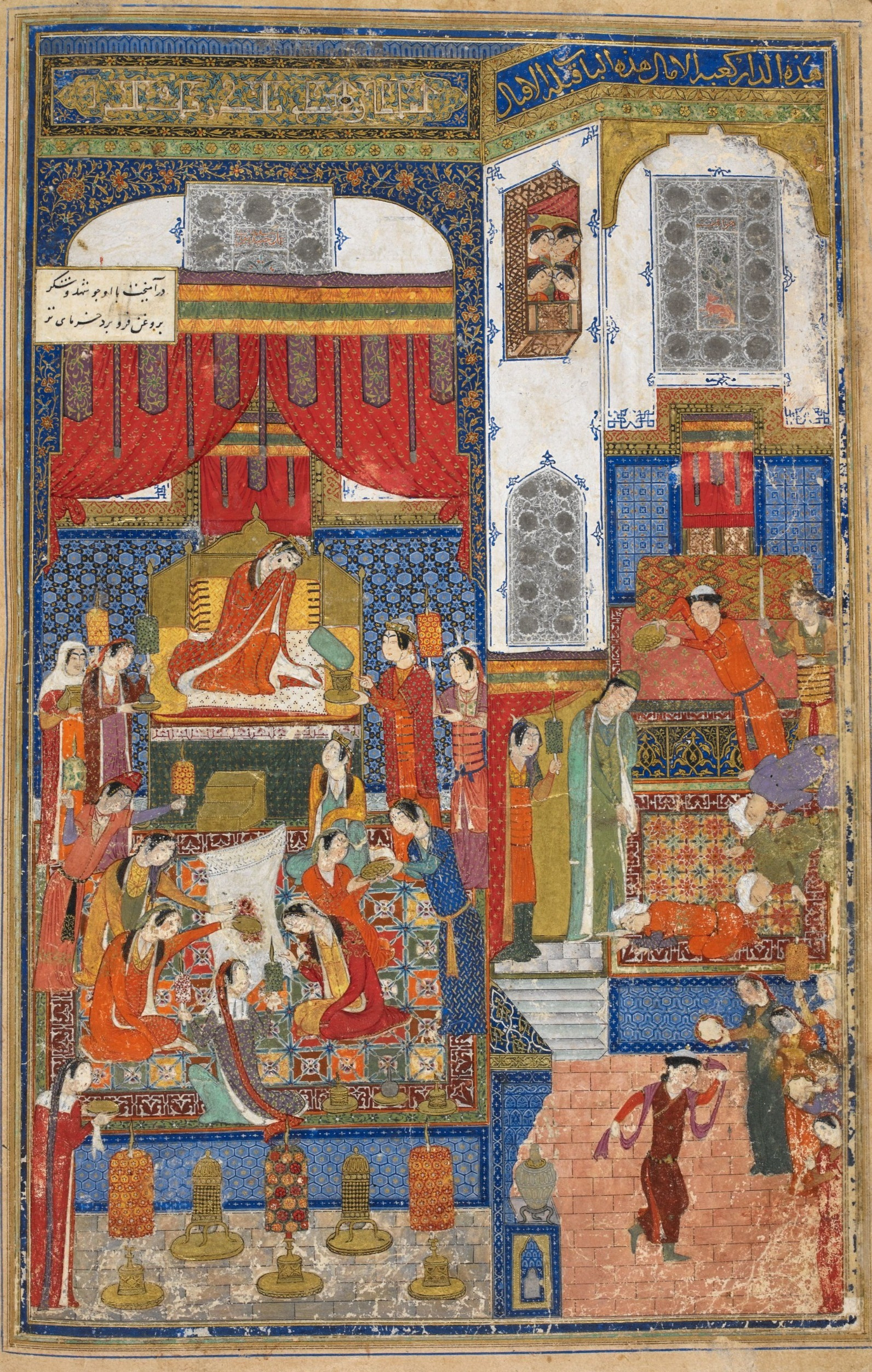
Homaj dzień po swoim ślubie, opuszczający komnatę Homajun i obsypywany złotymi monetami. Ilustracja do dywanu Chodżu Kermaniego. Bagdad, rok 1396. Nad głową księżniczki w zarysie okratowanego okna widoczny jest podpis „sułtańskiego malarza” Dżonejda - „pierwsza bezsprzecznie autentyczna sygnatura na perskiej miniaturze książkowej”[1]. British Library
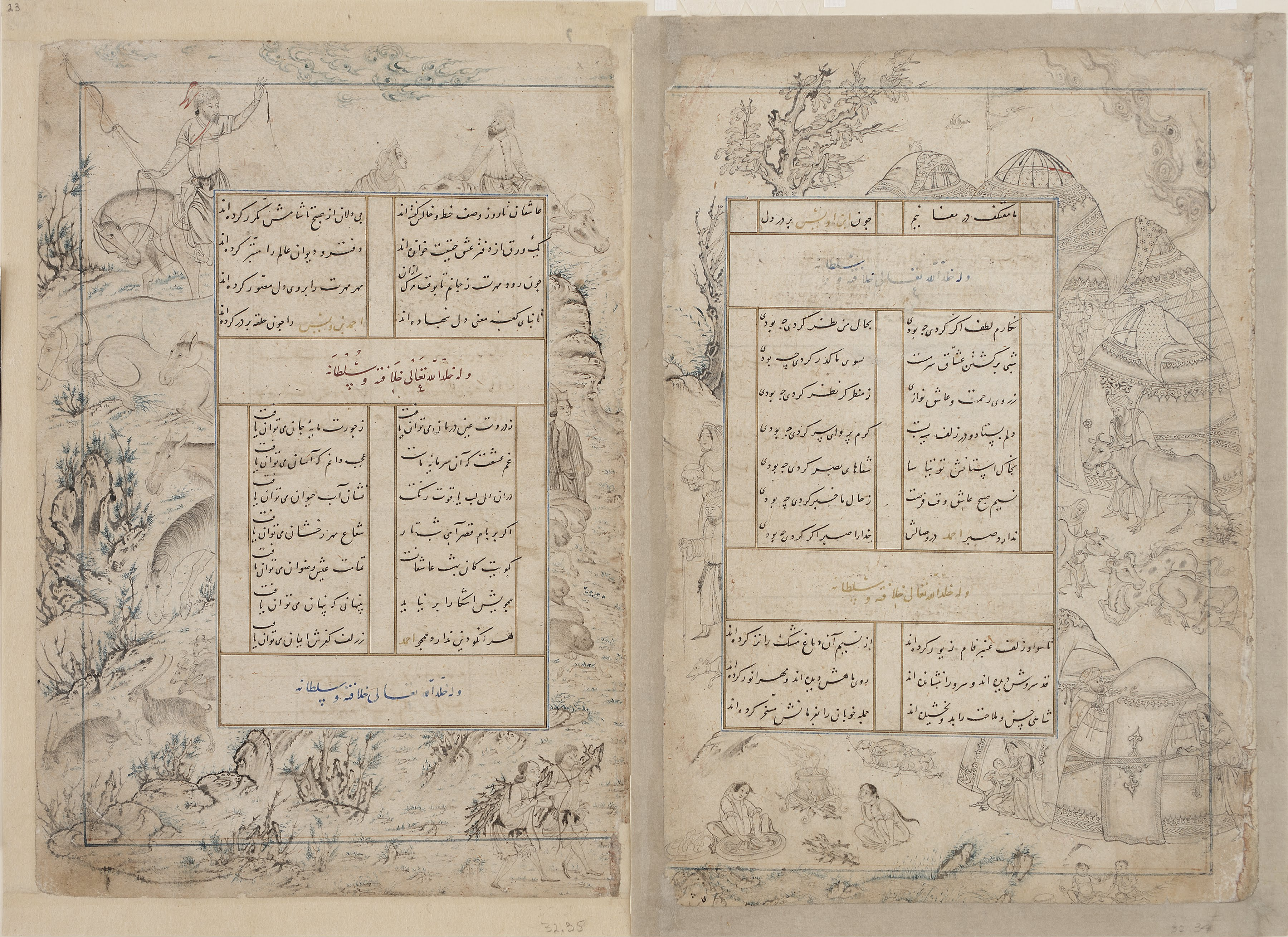
Podwójna stronica z dywanu Soltana Ahmada (1382–1394 i 1401–1410), prawdopodobnie przepisanego przez Mir Alego Tebriziego. Rysunki na marginesie prawdopodobnie wykonane przez Abd al-Hajja. Bagdad, 1403. Freer Gallery of Art
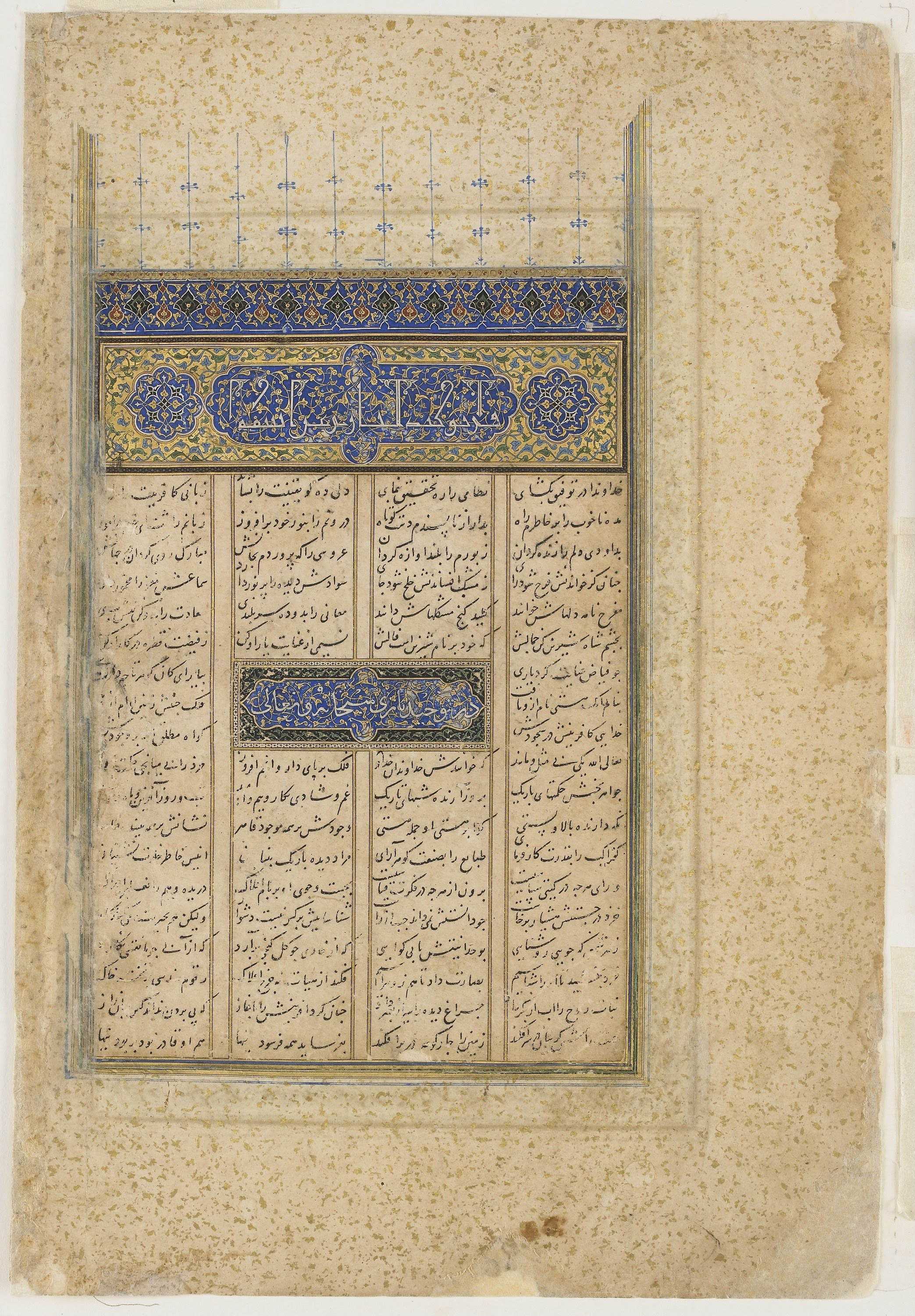
Pierwsza strona rękopisu Chosrou wa Szirin Nezamiego przepisanego przez Mir Alego Tebriziego. Tebriz, ok. 1410. Freer Gallery of Art
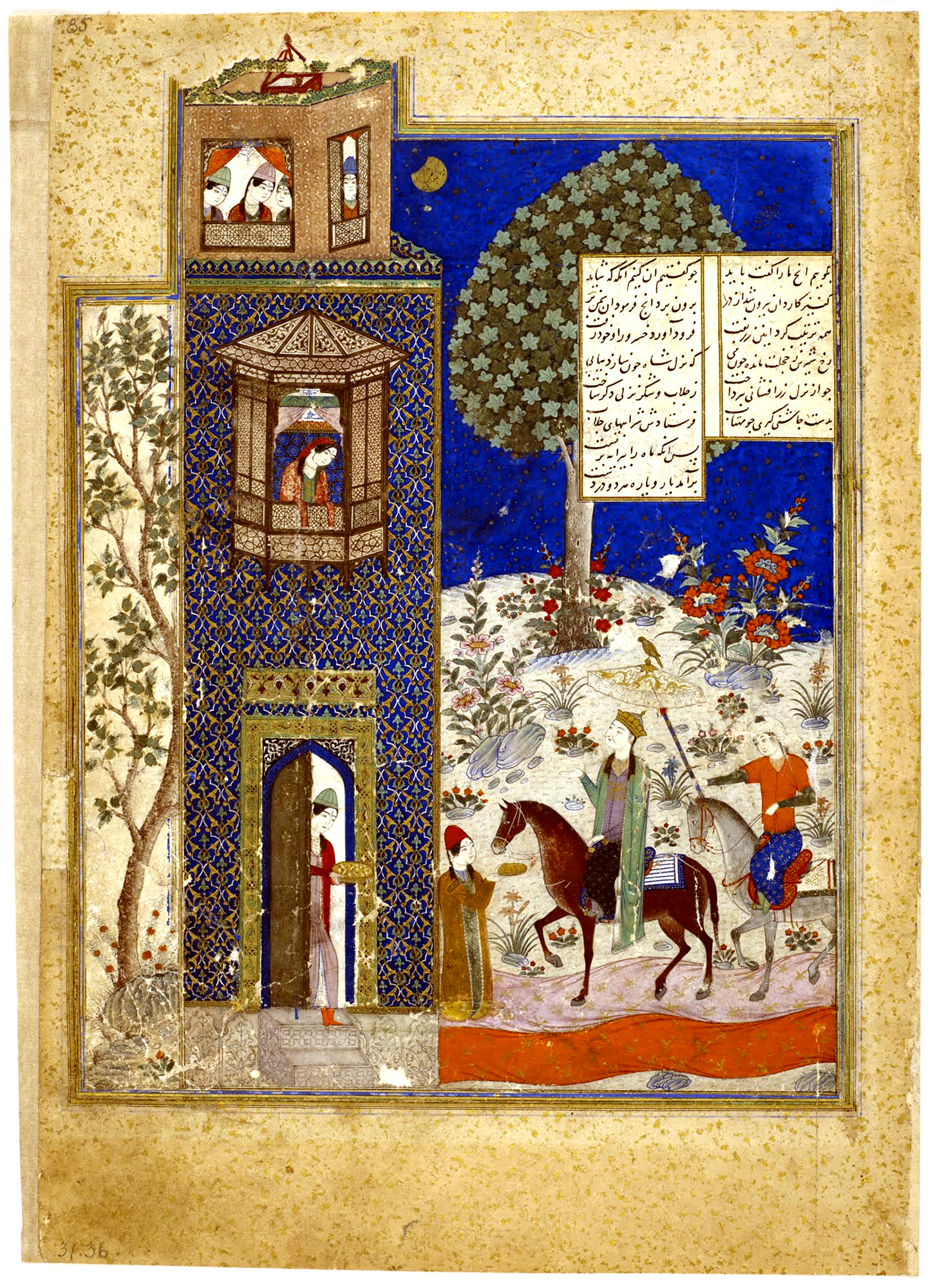
Chosrow przy zamku Szirin. Miniatura z rękopisu Chosrou wa Szirin Nezamiego. Tebriz, ok. 1410. Freer Gallery of Art